# Rio Câlnău (Argeş)
O Rio Câlnău é um rio da Romênia, afluente do Rio Argeş, localizado no distrito de Ilfov e Călăraşi.